# Горка (Вепське національне сільське поселення)
Горка  — сільце в Бабаєвському районі Вологодської області Росії.
Входить до складу Вепського національного сільського поселення (з 1 січня 2006 року по 13 квітня 2009 року входила до складу Комонівського сільського поселення). Центр Комонівської сільради.

## Географія
Відстань по автодорозі до районного центру Бабаєво — 97 км, до центру муніципального утворення села Тімошино по прямій — 7 км. Найближчі населені пункти — с. Артемово, с. Васіно, с. Дуново, с. Саутіно. Станом на 2002 рік проживало 114 чоловік.